# Степанов, Максим Юрьевич
Максим Юрьевич Степанов (7 сентября 1976 — 26 августа 2000, Городской округ Химки, Московская область) — российский хоккеист, нападающий.

## Биография
Воспитанник московского «Спартака», всю карьеру (1994/95 — 1999/2000) провёл в этом клубе — 286 игр, 126 (71+55) очков.
Участник хоккейного турнира зимней Универсиады 1997.
Летом 2000 года перешёл в «Крылья Советов», но 26 августа погиб в автоаварии на 34-м километре Ленинградского шоссе. Похоронен на Николо-Архангельском кладбище (Балашиха).